# إدواردو كاراسكو (لاعب كرة قدم)
إدواردو كاراسكو (بالإسبانية: José Eduardo Carrasco)‏ هو لاعب كرة قدم تشيلي وسويسري في مركز الوسط، ولد في 30 مارس 1972 في كورونل في تشيلي. لعب مع نادي سيون ونادي لوزان.

## وصلات خارجية
- إدواردو كاراسكو (لاعب كرة قدم) على موقع قاعدة بيانات كرة القدم.إي يو (الإنجليزية)
- إدواردو كاراسكو (لاعب كرة قدم) على موقع Soccerway.com (الإنجليزية)
- إدواردو كاراسكو (لاعب كرة قدم) على موقع عالم كرة القدم.نت (الإنجليزية)